# مره‌لیک
مره‌لیک (به لاتین: Mərəlik) یک منطقه مسکونی در جمهوری آذربایجان است که در شهرستان شاهبوز واقع شده‌است. مره‌لیک ۲۱۲ نفر جمعیت دارد.